# Kanton Labastide-Murat
Kanton Labastide-Murat (francouzsky Canton de Labastide-Murat) je francouzský kanton v departementu Lot v regionu Midi-Pyrénées. Tvoří ho 11 obcí.

## Obce kantonu
- Beaumat
- Caniac-du-Causse
- Fontanes-du-Causse
- Ginouillac
- Labastide-Murat
- Lunegarde
- Montfaucon
- Saint-Sauveur-la-Vallée
- Séniergues
- Soulomès
- Vaillac